# (466822) 2015 BN167
(466822) 2015 BN167 es un asteroide perteneciente al cinturón de asteroides, descubierto el 29 de septiembre de 1997 por el equipo Spacewatch desde el Observatorio Nacional de Kitt Peak (Arizona, Estados Unidos).